# Adelsteen Normann

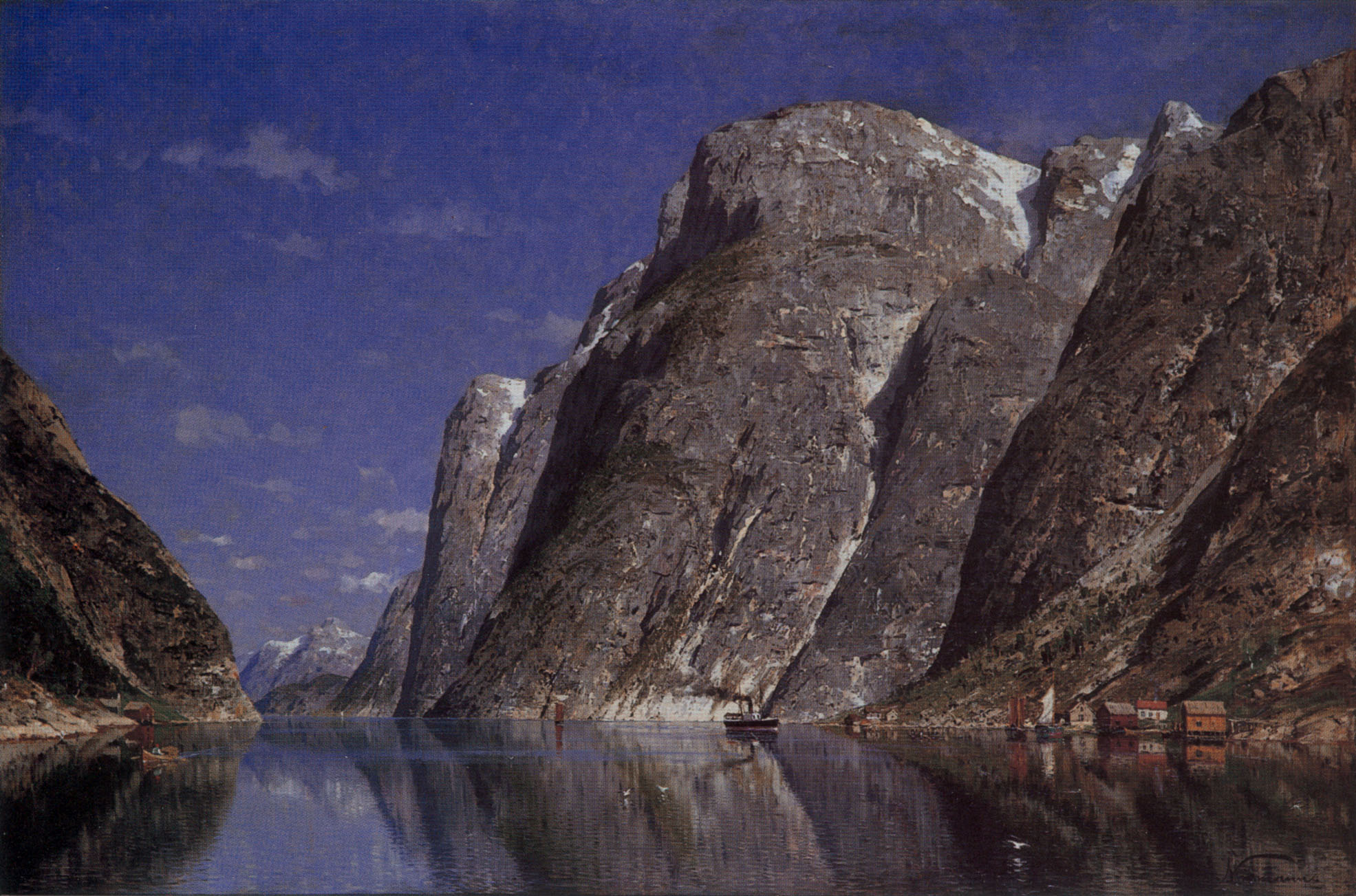
Przypływ w fiordzie

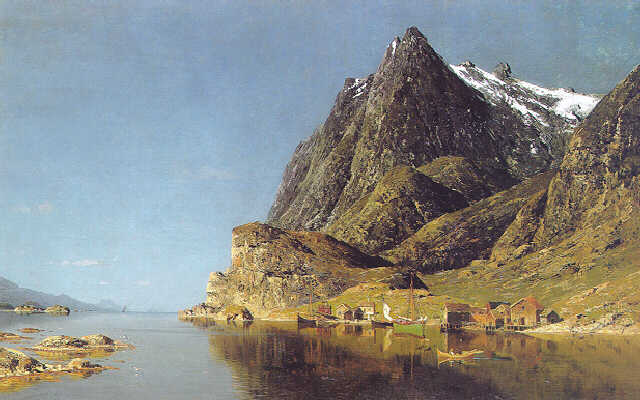
Widok na fiord

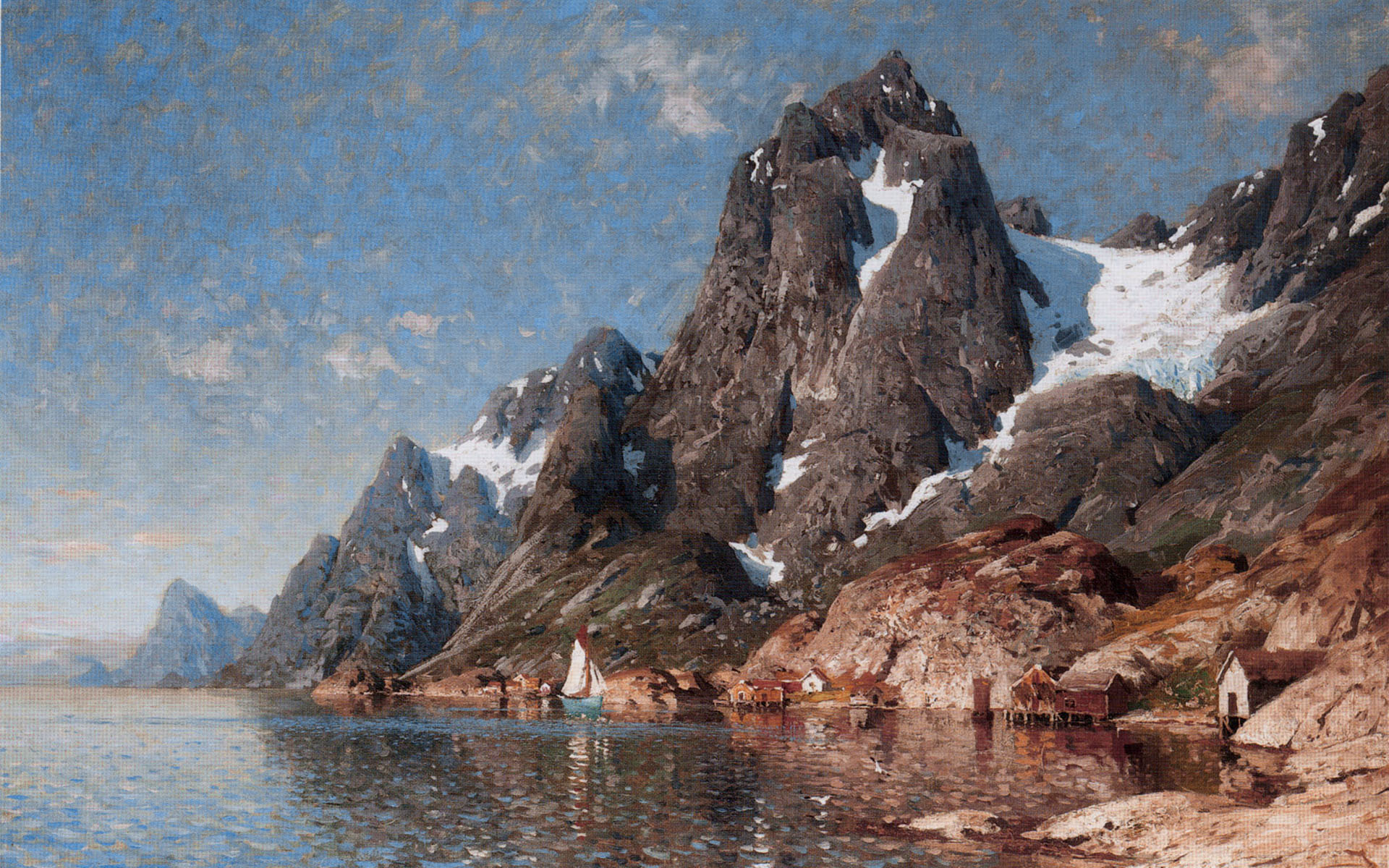
Żeglowanie w fiordzie

Adelsteen Normann (ur. 1 maja 1848 w Vågøya i Bodin, obecnie Bodø, zm. 26 grudnia 1918 w Christianii, obecnie Oslo) – norweski malarz pejzażysta.
Urodził się w rejonie Nordland na północy Norwegii w rodzinie kupieckiej. Studiował w Kunstakademie w Düsseldorfie w latach 1869–1873, jego nauczycielami byli Eugen Dücker i Oswald Achenbach. Po ukończeniu Akademii artysta zdecydował się pozostać na stałe w Niemczech, mieszkał początkowo w Düsseldorfie, a w 1887 przeniósł się do Berlina.
Adelsteen Normann malował niemal wyłącznie pejzaże norweskich fiordów, w jego obrazach główną rolę odgrywało światło. Natchnienie czerpał podczas licznych wypraw do ojczyzny, w czasie których odwiedzał Nordland i Lofoty. Malował zwykle na podstawie własnych fotografii, które wykonywał podróżując, natomiast część prac była dziełem jego wyobraźni.
Normann był bardzo aktywnym artystą, wystawiał z powodzeniem w paryskim salonie, w Royal Academy w Londynie, w Wiedniu i Berlinie. W 1889 został wyróżniony brązowym medalem na paryskiej Wystawie Powszechnej. W 1897 odznaczony został Orderem Świętego Olafa. Był członkiem niemieckiego Związku Artystów, jego twórczość wpłynęła na wzrost zainteresowania północną Norwegią. Malarz zmarł w czasie pandemii grypy hiszpanki w 1918, był dwukrotnie żonaty i miał troje dzieci.

## Wystawa Edvarda Muncha
Adelsteen Normann przyczynił się do wzrostu zainteresowania twórczością innego malarza norweskiego, Edvarda Muncha. W 1892 Normann był na wystawie Muncha w Christianii (obecnie Oslo) i przeczuwając jego wielki talent, zaproponował mu zorganizowanie wernisażu w Berlinie. Oficjalne otwarcie wystawy dzieł Muncha odbyło się 8 listopada 1892 r., już pierwszego dnia wybuchł wielki skandal, Muncha okrzyknięto aferzystą, a jego prace obrazą dla sztuki. Wystawa została po tygodniu zamknięta, a jej konsekwencje odbiły się szerokim echem w środowisku artystycznym Berlina. Doszło do ostrego konfliktu pomiędzy członkami Akademii Berlińskiej, co doprowadziło do interwencji samego cesarza Wilhelma II, który zmusił do usunięcia trzech akademików popierających kontrowersyjnego malarza. Ostatecznie Munch zdobył wielką popularność i był wystawiany w innych miastach.